# 阿青，回家了
《阿青，回家了》，2018年台灣電視電影，由沈建宏、是元介、王琄領銜主演，2017年11月9日開拍，中天綜合台於2018年3月31日上檔。

## 播出時間

### 首播
| 頻道       | 所在地 | 首播日期      | 播放時間    |
| ---------- | ------ | ------------- | ----------- |
| 中天綜合台 | 臺灣   | 2018年3月31日 | 週六 23：00 |

### 重播
| 頻道       | 所在地 | 首播日期     | 播放時間   |
| ---------- | ------ | ------------ | ---------- |
| 中天娛樂台 | 臺灣   | 2018年4月8日 | 週日 23:30 |
| 中視       | 臺灣   | 2018年5月6日 | 週日 23:00 |

## 劇情大綱
電影中沈建宏飾演的阿青是患有妥瑞症的少年，縱火殺人犯背上四條人命，另一位是在社會底層打拚、為了讓弱勢弟弟不被欺凌的哥哥阿駿（是元介飾）。是元介這次演出為了生活努力打拚的底層工人，不僅要顧自己，還把妥瑞症弟弟拉下山、逼他上課、逼他走入社會，但也是感受到了弱勢族群在社會中遇見的問題，阿駿用他的方式教導弟弟阿青：「你以為這社會會同情弱勢嗎？別人欺負你，你就得打回去！否則被看衰小，你只會被吃得死死！」卻也因此讓弟弟犯下了殺人的過錯。王琄則以劇中一個媽媽和受害者家屬的角色提供對位性思考，希望未來的台灣可以擁有更多愛、更多勇氣去面對問題。

## 演員列表

### 主要演員
| 演員   | 角色   | 介紹 |
| 沈建宏 | 楊青   | 19 歲，楊家次子，患有妥瑞氏症。男主角，是個妥瑞兒。爺爺過世後被哥哥強從山上帶下來。下山後一邊念書，一邊在飲料店打工賺學費。                                                                                                 |
| 是元介 | 楊駿   | 26歲，楊家長子，12 歲時父母早逝，由山上的阿公撫養。但在山上生活了一年後，他有感於山上封閉，自願下山寄宿中學，從此一個人在都市中闖蕩。男主角的哥哥，工人，相信以暴制暴。有個交往多年的女友，但卻因為要照顧弟弟而沒有錢結婚。 |
| 王琄   | 馮媽媽 | 50歲，中學的生物老師。對楊青很友善的生物老師，有一子兩女，卻因為接近楊青而受到傷害。 |

### 友情客串
| 演員   | 角色     | 介紹                                                   |
| 王樂妍 | 楊駿女友 | 與男友楊駿的感情良好。但遇到他弟弟，還是會起一些爭執。 |

### 其他演員
| 演員   | 角色             | 介紹 |
| 李婕   | 津津             |      |
| 謝寶萱 | 早班店員         |      |
| 孫綻   | 廢死協會發言人   |      |
| 姚蜜   | 輔導老師         |      |
| 隋玲   | 受害家屬聯盟代表 |      |
| 吳承璟 | 反廢死立委       |      |
| 王竣民 | 大法官審判長     |      |
| 林政勳 | 兒子             |      |
| 李薇   | 女兒             |      |
| 林宗緯 | 警員             |      |

## 製作團隊
- 導演：周美玲

## 獎項紀錄
| 年份   | 頒獎典禮     | 獎項                       | 入圍者 | 角色   | 結果 |
| ------ | ------------ | -------------------------- | ------ | ------ | ---- |
| 2018年 | 第53屆金鐘獎 | 迷你劇集(電視電影)男配角獎 | 是元介 | 楊駿   | 提名 |
| 2018年 | 第53屆金鐘獎 | 迷你劇集(電視電影)女配角獎 | 王琄   | 馮媽媽 | 提名 |

## 外部連結
- 阿青，回家了的Facebook專頁

| 臺灣 中天綜合台 週六 23：00 | 臺灣 中天綜合台 週六 23：00    | 臺灣 中天綜合台 週六 23：00 |
| --------------------------- | ------------------------------ | --------------------------- |
|                             | 阿青，回家了 （2018年3月31日） |                             |
| －                          | －                             |                             |